# Союз МС-10
«Союз МС-10» — российский транспортный пилотируемый космический корабль серии «Союз МС» семейства «Союз», стартовавший 11 октября 2018 года с космодрома Байконур. Пуск завершился аварией ракеты-носителя «Союз-ФГ» из-за нештатного отделения бокового блока «Д», ударившего носовой частью центральный блок «А» в районе бака горючего, что привело к его разгерметизации и, как следствие, к потере стабилизации ракеты. Система аварийного спасения отстыковала корабль от ракеты, и он совершил баллистический спуск с последующим приземлением в 25 км восточнее города Жезказган. Космонавты не пострадали (при этом последний раз авария ракеты-носителя «Союз» при запуске пилотируемого корабля произошла за 35 лет до этого, 26 сентября 1983 года при старте пилотируемого корабля «Союз Т-10-1»).
Во время полёта планировалось доставить участников экспедиции МКС-57/ 58 к международной космической станции. Это 137-й пилотируемый полёт корабля «Союз» с 1967 года.

## Экипаж
| Космонавт       | Должность                   | № полёта      | Организация   |
| Экипаж старта   | Экипаж старта               | Экипаж старта | Экипаж старта |
| --------------- | --------------------------- | ------------- | ------------- |
| Алексей Овчинин | Командир ТПК «Союз МС»      | 2             | Роскосмос     |
| Тайлер Хейг     | Бортинженер-1 ТПК «Союз МС» | 1             | НАСА          |
| Дублёры         |                             |               |               |
| Олег Кононенко  | Командир экипажа            | 4             | Роскосмос     |
| Давид Сен-Жак   | Бортинженер-1               | 1             | ККА           |

30 ноября 2017 года решением Межведомственной комиссии (МВК) утверждены составы экипажей МКС на 2018 год. В связи с переносом запуска модуля «Наука» на 2019 год из основного экипажа корабля «Союз МС-10» выведен космонавт Н. В. Тихонов, а из состава дублирующего экипажа — А. Н. Бабкин. Экипаж сократился до двух человек.
На борту корабля находились члены миссии МКС-57/58 российский космонавт Алексей Овчинин и астронавт НАСА Талер Хейг. Третье место на корабле занял контейнер с продуктами. Овчинин и Хейг должны были провести в космосе 187 суток, в российской программе было запланировано 56 экспериментов. Запуск был посвящен столетию Завода экспериментального машиностроения (ЗЭМ) ракетно-космической корпорации «Энергия», на котором изготавливают «Союзы».
На «Союз МС-10» было запланировано возвращение Хаззаа Аль-Мансури — представителя ОАЭ, которому предстоял 10-дневный полёт на МКС в апреле 2019 года (выполнил полёт 25.09.2019—03.10.2019 на ТПК «Союз МС-15» (взлёт) и «Союз МС-12» (посадка)).
Следующий космический полёт А. Овчинина и Н. Хейга прошёл 14 марта — 3 октября 2019 года на корабле «Союз МС-12».

## Пуск и аварийная посадка
11 октября 2018 года в 11:40:15 (мск) ракета-носитель «Союз-ФГ» с ТПК «Союз МС-10» стартовала с космодрома Байконур на МКС.
При отделении боковых ускорителей второй ступени на второй минуте полёта на высоте порядка 50 км возникла авария ракеты-носителя, после чего в автоматическом режиме сработала система аварийного спасения (САС). Поскольку авария произошла после выполненного на 114-й секунде полёта сброса двигательной установки САС, задачу увода корабля от аварийного носителя выполнила двигательная группа головного обтекателя (ГО), которая при штатном полёте используется для увода сброшенного ГО (сброс ГО выполняется на 157-й секунде полёта).
Во время работы САС космонавты испытали перегрузку в 6 g. Верхняя часть головного обтекателя с бытовым отсеком и спускаемым аппаратом некоторое время находилась в свободном суборбитальном полёте. Командир корабля Алексей Овчинин сообщил по радиосвязи, что они ощущают невесомость. Космический аппарат достиг максимальной высоты 93 км. В дальнейшем корабль разделился на отсеки, и спускаемый аппарат с экипажем приземлился на парашюте в 25 км от города Жезказган (Казахстан) примерно в 400 км от места старта.
Авария носителя... Две минуты сорок пять секунд. Авария носителя. Быстро мы прилетелиАлексей Овчинин, из записи переговоров с ЦУП
Приземлившись, космонавты вышли на связь. С места аварийной посадки они были перевезены в Жезказган, и после прохождения медицинского обследования транспортированы на Байконур. В поисково-спасательной операции принимала участие группа Центрального военного округа, состоящая из 100 военнослужащих, четырёх вертолётов Ми-8, двух самолётов Ан-26 и Ан-12, а также 10 единиц наземной техники. 12 октября 2018 года члены экипажа «Союз МС-10» прибыли в Звёздный городок.
Специалисты НАСА признали полёт космическим, так как была пересечена условная «Линия Кармана».
Полёты российских ракет-носителей «Союз» были приостановлены до 3 декабря 2018 года (Союз МС-11). Авария не повлияла на функционирование МКС, запасов продовольствия и предметов первой необходимости было достаточно на ближайшие полгода. Были перенесены даты выходов в открытый космос, в которых должны были принять участие Овчинин и Хейг.

### Расшифровка переговоров
Овчинин: Авария носителя. 2 минуты 45 секунд. Авария носителя. Быстро мы прилетели.
ЦУП: Принято.
Овчинин: (нрзб) Авария носителя. Так… работаем.
ЦУП: БС (баллистический спуск. — РС)
Овчинин: Есть БС.
Хейг (говорит по-русски с акцентом): Есть БС.
Овчинин: Так, разделение. Питание РУД (ручка управления движением. — РС) включаем.
Хейг (?): Да.
Овчинин: Есть питание РУС.
ЦУП: Не торопимся, бурлаки (позывной экипажа. — РС). Принято.
Овчинин: По ощущениям находимся в невесомости.
ЦУП: Бурлаки, время аварии?.
Овчинин: Так, сейчас, один момент (нрзб).
ЦУП: Бурлаки, АСП (аппаратура сигнализации первопричины. — РС) Ф1 горит у вас?
Хейг: Авария, 11.42.17
Овчинин: Время аварии 11.42.17. АСП Ф1 горит.
ЦУП: Принято.
Овчинин: Так, головной обтекатель сошел у нас. Самочувствие экипажа хорошее, на борту порядок. РУС в руках, питание ручки включено.
ЦУП: Принято.
Овчинин: Какие будут рекомендации?
ЦУП: Разделение прошло?
Овчинин: Да, прошло. Разделение прошло.
ЦУП: Принято.
(нрзб): в 11.42.55.
ЦУП: Так, бурлаки, питание РУС отключили? (нрзб)
Овчинин: Отключить?'
ЦУП: Так, подтвердите включение питания РУС.
Овчинин: Питание РУС включено.
ЦУП: Выдавайте БС.
Овчинин: Вас понял. Выдаю БС. Ручки РУС.
ЦУП: Принято.
Овчинин: 11.42.30, выдал БС ручкой РУС, есть загорание транспаранта (индикатора. — РС) (нрзб)
ЦУП: Принято.
(слышны звуки прерывистого звукового сигнала системы аварийного спасения)
Овчинин: Пошла перегрузка. Да… (голос меняется со спокойного на натужный) Сейчас пойдет… (слышна сигнализация) Время 12.46, перегрузка 6,7.
ЦУП: Принято.
Овчинин: Визуально ощущается вращение. Перегрузка сокращается. 11.46.20. Перегрузка 2,72 и падает.
ЦУП: Принято. Бурлаки, подтягиваем ремни.

## Расследование
Для выяснения причины аварии образована государственная комиссия.
14 октября 2018 года на РКЦ «Прогресс» были доставлены части всех ступеней ракеты-носителя «Союз-ФГ». Госкомиссия по расследованию нештатной ситуации, возникшей при запуске корабля «Союз МС-10», приступила к работе по определению причин аварии и формированию заключения о дальнейшем использовании ракет-носителей «Союз-ФГ». 20 октября на заседании комиссии был одобрен предварительный отчёт.
1 ноября 2018 года на пресс-конференции в Центре управления полетами ЦНИИмаш руководитель аварийной комиссии сообщил, что авария произошла в результате отказа датчика выхода бокового блока Д из шарнирного упора на корпусе центрального блока. По результатам расследования комиссии было установлено, что в процессе сборки ракеты-носителя на космодроме Байконур была допущена ошибка, которая привела к изгибу на 6°45’ штока концевого выключателя одного из блоков. Из-за этого изгиба в ходе штатного процесса отделения блока Д, после отключения двигателей боковых блоков, разъединения нижнего пояса связей и выхода шаровой опоры из гнезда (после выключения двигателя боковой блок отстает от остальной части ракеты, которая продолжает двигаться вперед с ускорением), шток концевого выключателя не сдвинулся, и не произошла подача сигнала на открытие крышек реактивных сопел на баках окислителя и горючего (через них производится сброс газов наддува из баков, что создает реактивную силу и отводит боковые блоки от центрального). Носовая часть бокового блока Д не отошла от центрального блока, а продолжила скольжение своим концом по его наружной поверхности (по нижней конической части бака окислителя) и достигла цилиндрической части, где начинается бак горючего. На изгибе корпуса центрального блока носовая часть бокового блока, столкнувшись c кривизной корпуса, пробила корпус бака горючего. В результате произошла разгерметизация бака и выброс газов наддува под давлением около 3,5 атм. Образовавшаяся реактивная сила создала мощное, нерасчётное поперечное воздействие на ракету-носитель, которое система управления не смогла парировать штатными средствами и инициировала сигнал «авария носителя».
В соответствии с задействованной аварийной циклограммой было произведено отключение двигателя центрального блока и введена в действие система аварийного спасения экипажа, которая успешно эвакуировала спускаемый аппарат (точнее, связку в составе головного обтекателя, бытового отсека и спускаемого аппарата).
«Пуск завершился аварией РН из-за нештатного отделения одного из боковых блоков (блок «Д»), ударившего носовой частью центральный блок (блок «А») в районе бака горючего, что привело к его разгерметизации и, как следствие, к потере стабилизации ракеты космического назначения».Олег Скоробогатов
По результатам расследования комиссия рекомендовала переаттестовать сотрудников Байконура, собирающих «Союзы».
Отмечалось также, что похожая авария ракеты-носителя «Союз-У» произошла 26 марта 1986 года, вызванная также деформацией штока при сборке на космодроме, при стыковке бокового блока Г со случайным отступлением от требований технической документации.
Риски при запуске ракеты-носителя «Союз-ФГ» и ТПК «Союз МС-10», его стыковке с МКС были застрахованы в СК «Согласие» на 4,65 млрд рублей. После аварии российские страховые компании отказались застраховать предстоящие пуски ракет-носителей семейства «Союз-ФГ». На объявленный «Роскосмосом» тендер на сайте госзакупок, первоначально не было подано ни одной заявки. Последующий пуск ракеты-носителя «Союз-ФГ» с ТГК «Прогресс МС-10», состоявшийся 16 ноября 2018 года, был застрахован в «Ингосстрах».

## Награды
Космонавты Алексей Овчинин и Тайлер Хейг были награждены орденами Мужества «за мужество и высокий профессионализм, проявленные при исполнении служебного долга в условиях, сопряжённых с повышенным риском для жизни при возникновении нештатной ситуации на космодроме Байконур».
Принимавшие участие в поисково-спасательной операции военнослужащие в декабре 2018 года получили благодарность от НАСА. 17 военнослужащих представлены Минобороны России к государственным и ведомственным наградам и внеочередным воинским званиям.

## Эмблема
Треугольный дизайн эмблемы экипажа ТПК «Союз МС-10» символизирует число членов экипажа корабля, который изображён на орбите над поверхностью земли. Элементы российского и американского флагов, размещённые за нашей голубой планетой, подчёркивают международный характер космического полёта. На фоне глубокого космоса виден силуэт летящей совы, символизирующий научную мудрость, которую приобретут орбитальные исследования на борту Международной космической станции. В левом углу эмблемы расположен орбитальный комплекс ярко-жёлтого цвета. Верхний правый угол эмблемы показывает направление будущей мечты человечества: через Луну в глубокий космос. Логотип Роскосмоса помещён в верхней части дизайна, с фамилиями членов экипажа внизу. Название космического корабля помещено в центре эмблемы. 30 апреля 2018 года, в связи с изменением экипажа, из эмблемы была исключена фамилия космонавта Тихонова. Автор эмблемы — Люк ван ден Абейелен (Luc van den Abeelen).

## Памятник
2 декабря 2019 года Дмитрий Рогозин, Алексей Овчинин, Кейтлин Рубинс и Тайлер Хейг открыли на территории офиса Роскосмоса в Москве архитектурную композицию, посвященную потерпевшему аварию пилотируемому кораблю. Во время открытия Тайлеру Хейгу был вручён орден Мужества.
Действительно, то, что произошло, доказывает самое главное: нет ничего более важного, чем безопасность полёта. Мы будем следовать этому всегда. […] все мы должны помнить об этом дне, не забывать о своем долге и о том, что мы должны делать всё для того, чтобы наша космонавтика работала безаварийно.Из выступления Дмитрия Рогозина на открытии памятника